# Liste der Kulturdenkmäler in Gesamtanlage Kernstadt IV (Fulda)
Die folgende Liste enthält die in der Denkmaltopographie ausgewiesenen Kulturdenkmäler auf dem Gebiet des Ortsteils Fulda der  Stadt Fulda, Landkreis Fulda, Hessen.
Hinweis: Die Reihenfolge der Denkmäler in dieser Liste orientiert sich an der Anschrift, alternativ ist sie auch nach der Bezeichnung oder der Bauzeit sortierbar.
Kulturdenkmäler werden fortlaufend im Denkmalverzeichnis des Landes Hessen durch das Landesamt für Denkmalpflege Hessen auf Basis des Hessischen Denkmalschutzgesetzes (HDSchG) geführt. Die Schutzwürdigkeit eines Kulturdenkmals hängt nicht von der Eintragung in das Denkmalverzeichnis des Landes Hessen oder der Veröffentlichung in der Denkmaltopographie ab.

Das Denkmalverzeichnis für diesen Bereich liegt noch nicht vor. Die bisher bekannten Bau- und Kunstdenkmäler hat das Landesamt für Denkmalpflege Hessen in sogenannten Arbeitslisten erfasst. Den Arbeitslisten liegen Erkenntnisse aus Akten, Ortsbegehungen und Denkmalinventaren, jedoch keine neuere systematische Forschung, zugrunde. Die Benehmensherstellung mit der Gemeinde gemäß § 11 Abs. 1 HDSchG ist noch nicht erfolgt.
Das Vorhandensein oder Fehlen eines Objekts in dieser Liste ist keine rechtsverbindliche Auskunft darüber, ob es Kulturdenkmal ist oder nicht: Diese Liste entspricht möglicherweise nicht dem aktuellen Stand der offiziellen Denkmaltopographie. Diese ist für Hessen in den entsprechenden Bänden der Denkmaltopographie Bundesrepublik Deutschland und im Internet unter DenkXweb – Kulturdenkmäler in Hessen einsehbar. Auch diese Quellen sind, obwohl sie durch das Landesamt für Denkmalpflege Hessen aktualisiert werden, nicht immer aktuell, da es im Denkmalbestand immer wieder Änderungen gibt.
Eine verbindliche Auskunft erteilt allein das Landesamt für Denkmalpflege Hessen.
Nutze diese Kartenansicht, um Koordinaten in der Liste zu setzen. In dieser Kartenansicht sind Kulturdenkmale ohne Koordinaten mit einem roten bzw. orangen Marker dargestellt und können in der Karte gesetzt werden. Kulturdenkmale ohne Bild sind mit einem blauen bzw. roten Marker gekennzeichnet, Kulturdenkmale mit Bild mit einem grünen bzw. orangen Marker.

## Fulda
| Bild                                    | Bezeichnung                                                | Lage                                                                         | Beschreibung | Bauzeit      | Objekt-Nr. |
| --------------------------------------- | ---------------------------------------------------------- | ---------------------------------------------------------------------------- | ------------ | ------------ | ---------- |
| Bild gesucht BW                         | Gesamtanlage Rabanusstraße                                 | Lage                                                                         |              |              |            |
| Bild gesucht BW                         | Gesamtanlage Petersgasse                                   | Lage                                                                         |              |              |            |
| Bild gesucht BW                         | Gesamtanlage südöstliche Lindenstraße                      | Lage                                                                         |              |              |            |
| weitere Bilder                          | Bahnhof                                                    | Am Bahnhof 3 LageFlur: 13, Flurstück: 16/46                                  |              | 1946–1954    |            |
| Wohnhaus                                | Wohnhaus                                                   | Am Bahnhof 24 LageFlur: 13, Flurstück: 128/2                                 |              | 1900/01      |            |
| Bild gesucht BW                         | Ehemaliges Hotel                                           | Bahnhofstraße 27 LageFlur: 13, Flurstück: 161/4                              |              | 1878/79      |            |
| Direkt Bild zu diesem Denkmal hochladen | Verwaltungsgebäude des Bundesbahnausbesserungswerkes Fulda | Esperantostraße 2 Flur: 13, Flurstück: 161/4                                 |              | 1867         |            |
| weitere Bilder                          | Giebel der Richthallen                                     | Esperantostraße/Zieherser Weg LageFlur: 13, Flurstück: 16/46                 |              | 1870er Jahre |            |
| Bild gesucht BW                         | Wohnhaus                                                   | Heinrichstraße 4a LageFlur: 13, Flurstück: 153/6                             |              | 1914/25      |            |
| Bild gesucht BW                         | Villa                                                      | Heinrichstraße 7 LageFlur: 13, Flurstück: 173/5                              |              | 1877/79      |            |
| Bild gesucht BW                         | Bürohaus                                                   | Heinrichstraße 9/11 LageFlur: 13, Flurstück: 169/7                           |              | 1950/52      |            |
| Villa, heute Kunsthaus Nüdling          | Villa, heute Kunsthaus Nüdling                             | Heinrichstraße 37 LageFlur: 13, Flurstück: 112/11                            |              | 1899         |            |
| Wohnhaus                                | Wohnhaus                                                   | Heinrichstraße 67 LageFlur: 13, Flurstück: 77/8                              |              | 1920         |            |
| Wohnhaus                                | Wohnhaus                                                   | Heinrichstraße 71 LageFlur: 13, Flurstück: 74/7                              |              | 1904         |            |
| Wohnhaus                                | Wohnhaus                                                   | Kurfürstenstraße 36 LageFlur: 13, Flurstück: 164/4                           |              | 1904         |            |
| Wohnhaus                                | Wohnhaus                                                   | Lindenstraße 15 LageFlur: 13, Flurstück: 137/6                               |              | 1907         |            |
| Villa                                   | Villa                                                      | Lindenstraße 20 LageFlur: 13, Flurstück: 581/16                              |              | 1907         |            |
| Villa                                   | Villa                                                      | Lindenstraße 22 LageFlur: 4, Flurstück: 578/9                                |              | 1893/04      |            |
| Villa                                   | Villa                                                      | Lindenstraße 23 LageFlur: 13, Flurstück: 136/1                               |              | 1880         |            |
| weitere Bilder                          | Marienschule                                               | Lindenstraße 27 LageFlur: 13, Flurstück: 107/4                               |              | 1889/90      |            |
| weitere Bilder                          | Villa                                                      | Lindenstraße 28 LageFlur: 5, Flurstück: 1448/764                             |              | 1911         |            |
| Doppelhaus                              | Doppelhaus                                                 | Lindenstraße 33/33a LageFlur: 5, Flurstück: 88/13, 88/16                     |              | 1911         |            |
| Wohnhaus                                | Wohnhaus                                                   | Lindenstraße 37 LageFlur: 13, Flurstück: 91/3                                |              | 1902/03      |            |
| weitere Bilder                          | Wohnhaus                                                   | Petersgasse 26 LageFlur: 5, Flurstück: 762/1                                 |              | 1861         |            |
| weitere Bilder                          | Wohnhaus                                                   | Rabanusstraße 27 LageFlur: 4, Flurstück: 554/2                               |              | 1905/06      |            |
| weitere Bilder                          | Wohnhaus                                                   | Rabanusstraße 32 LageFlur: 4, Flurstück: 508/2                               |              | 1885         |            |
| Doppelwohnhaus                          | Doppelwohnhaus                                             | Rhönstraße 2/4 LageFlur: 13, Flurstück: 91/18, 3043/91                       |              | 1901/02      |            |
| Bild gesucht BW                         | Wohn- und Geschäftshaus                                    | Sturmiusstraße 3/5 LageFlur: 13, Flurstück: 169/6, 196/8                     |              | 1894/96      |            |
| Bild gesucht BW                         | Mehrfamilienhäuser                                         | Von-Schildeck-Straße 5,5a,5b LageFlur: 16, Flurstück: 495/14, 496/14, 497/14 |              | 1894/96      |            |
| Bild gesucht BW                         | Wohnhaus                                                   | Von-Schildeck-Straße 6 LageFlur: 5, Flurstück: 1291/613                      |              | 1906         |            |
| Bild gesucht BW                         | Wohnhaus                                                   | Von-Schildeck-Straße 7 LageFlur: 16, Flurstück: 505/11                       |              | 1898         |            |
| Bild gesucht BW                         | Früheres jüdisches Altersheim                              | Von-Schildeck-Straße 10 LageFlur: 16, Flurstück: 14/1                        |              | 1900         |            |
| Bild gesucht BW                         | Wohnhaus                                                   | Von-Schildeck-Straße 12 LageFlur: 16, Flurstück: 9/1                         |              | 1902         |            |
| Bild gesucht BW                         | Ehemalige Volksschule der jüdischen Gemeinde               | Von-Schildeck-Straße 13 LageFlur: 16, Flurstück: 11/4                        |              | 1898/99      |            |
| Bild gesucht BW                         | Wasserturm                                                 | Zieherser Weg LageFlur: 13, Flurstück: 30/5                                  |              | 1915         |            |